# Ortalis
Ortalis es un género de aves galliformes de la familia Cracidae llamadas comúnmente chachalacas o guacharacas, e incluye a una docena de especies que habitan desde el suroeste de Estados Unidos hasta América del Sur.

## Especies
- Ortalis araucuan
- Ortalis canicollis - charata
- Ortalis cinereiceps - guacharaca de cabeza gris, guacharaca chocoana o guacharaca paisana
- Ortalis columbiana - chachalaca colombiana
- Ortalis erythroptera - guacharaca colorada o guacharaca cabecirrufa
- Ortalis garrula - guacharaca caribeña
- Ortalis guttata - guacharaca moteada o guaracachi
  - Ortalis (guttata) remota
- Ortalis leucogastra
- Ortalis motmot - guacharaca enana
- Ortalis ruficeps - chachalaca cabecicastaña
- Ortalis poliocephala - chachalaca pacífica
- Ortalis ruficauda - guacharaca culirroja o cocrico
- Ortalis squamata
- Ortalis superciliaris
- Ortalis vetula - guacharaca norteña, chachalaca del golfo o chachalaca de vientre blanco
  - Ortalis vetula deschauenseei (posiblemente extinta a finales del siglo XX)
- Ortalis wagleri

## Sonido
El graznido que produce una guacharaca es parecido al que se escucha al pronunciar la expresión: "no hay cacao", "no hay cacao". El caso de la guacharaca colombiana, fue la inspiración de los antiguos indígenas para crear un instrumento musical que es parte fundamental hoy día de la música vallenata, tomando incluso su nombre para el mismo.  